# Guarani (Minas Gerais)
Guarani é um município brasileiro do estado de Minas Gerais.

## Geografia
O município localiza-se na Mesorregião da Zona da Mata mineira. A sede dista por rodovia 276 km da capital Belo Horizonte.

### Relevo, clima, hidrografia
A altitude da sede é de 440 m, e o ponto culminante do município está a 1434 m de altitude. O clima é do tipo tropical com chuvas durante o verão e temperatura média anual em torno de 21 °C, com variações entre 15 °C (média das mínimas) e 28 °C (média das máximas). (ALMG)
O município integra a bacia do rio Paraíba do Sul, sendo banhado pelo rio Pomba.

### Rodovias
- MG-353

### Demografia
Dados do Censo - 2022
População total: 7.714

Densidade demográfica (hab./km²): 32,1
Mortalidade infantil até 1 ano (por mil): 19,0
Expectativa de vida (anos): 73,5
Taxa de fecundidade (filhos por mulher): 2,1
Taxa de alfabetização: 84,4%
Índice de Desenvolvimento Humano (IDH-M): 0,759
- IDH-M Renda: 0,649
- IDH-M Longevidade: 0,808
- IDH-M Educação: 0,821

(Fonte: PNUD/2000)

## História
Na metade do século XIX, surgiu o povoado denominado Espírito Santo do Cemitério, que em 1881 passaria a se chamar Guarani. A chegada da ferrovia, pertencente à Estrada de Ferro Leopoldina, incentivou o crescimento do povoado que se emancipou em 1911 (ALMG).